# Etingen
Etingen este o comună din landul Saxonia-Anhalt, Germania.